# Aeci Sicani
Aeci Sicani o Aeci Sicule, en llatí Aetius Sicamius o Sicanius, en grec antic Σικάμιος ὁ Ἀέτιος fou un escriptor sicilià clàssic que va escriure un tractat de medicina titulat De Melancholia, en grec: Περὶ Μελαγχολιάς, atribuït generalment a Galè. No se sap en quina època va viure, però si no és la mateixa persona que Aeci d'Amida hauria de ser posterior, ja que el seu tractat es correspon exactament amb una part de l'obra mèdica d'Aeci d'Amida. A més de Galè, en parlen Posidoni i Ruf Efesi.